# Lepomis miniatus
A Lepomis miniatus a sugarasúszójú halak (Actinopterygii) osztályának sügéralakúak (Perciformes) rendjébe, ezen belül a díszsügérfélék (Centrarchidae) családjába tartozó faj.

## Előfordulása
A Lepomis miniatus előfordulási területe az észak-amerikai kontinens. Az Amerikai Egyesült Államok egyik endemikus hala.

## Megjelenése
Eddig a legnagyobb kifogott egyede 16 centiméteres volt. Ezen a díszsügéren, főleg az ívási időszakban levő hímeken, vörös pontok láthatók.

## Életmódja
Mérsékelt övi és édesvízi halfaj, amely az iszapos és homokos mederfenék közelében él. Vízi gerinctelenekkel táplálkozik.

## Képek

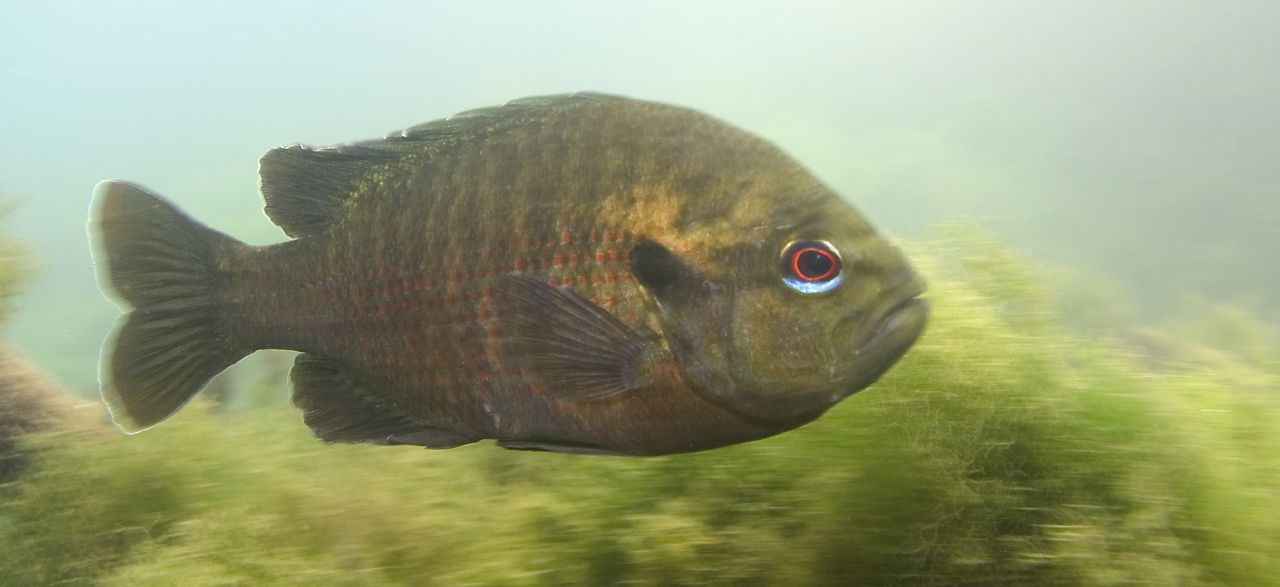
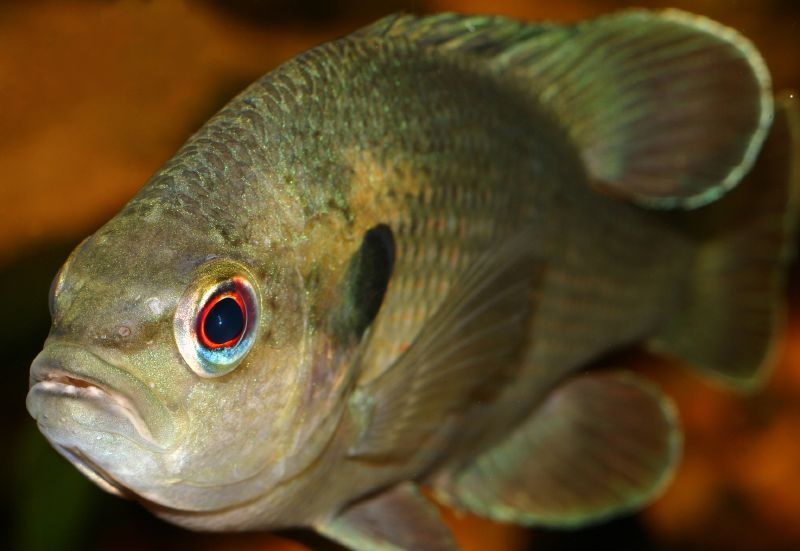